# Universidade de São Paulo em Bauru

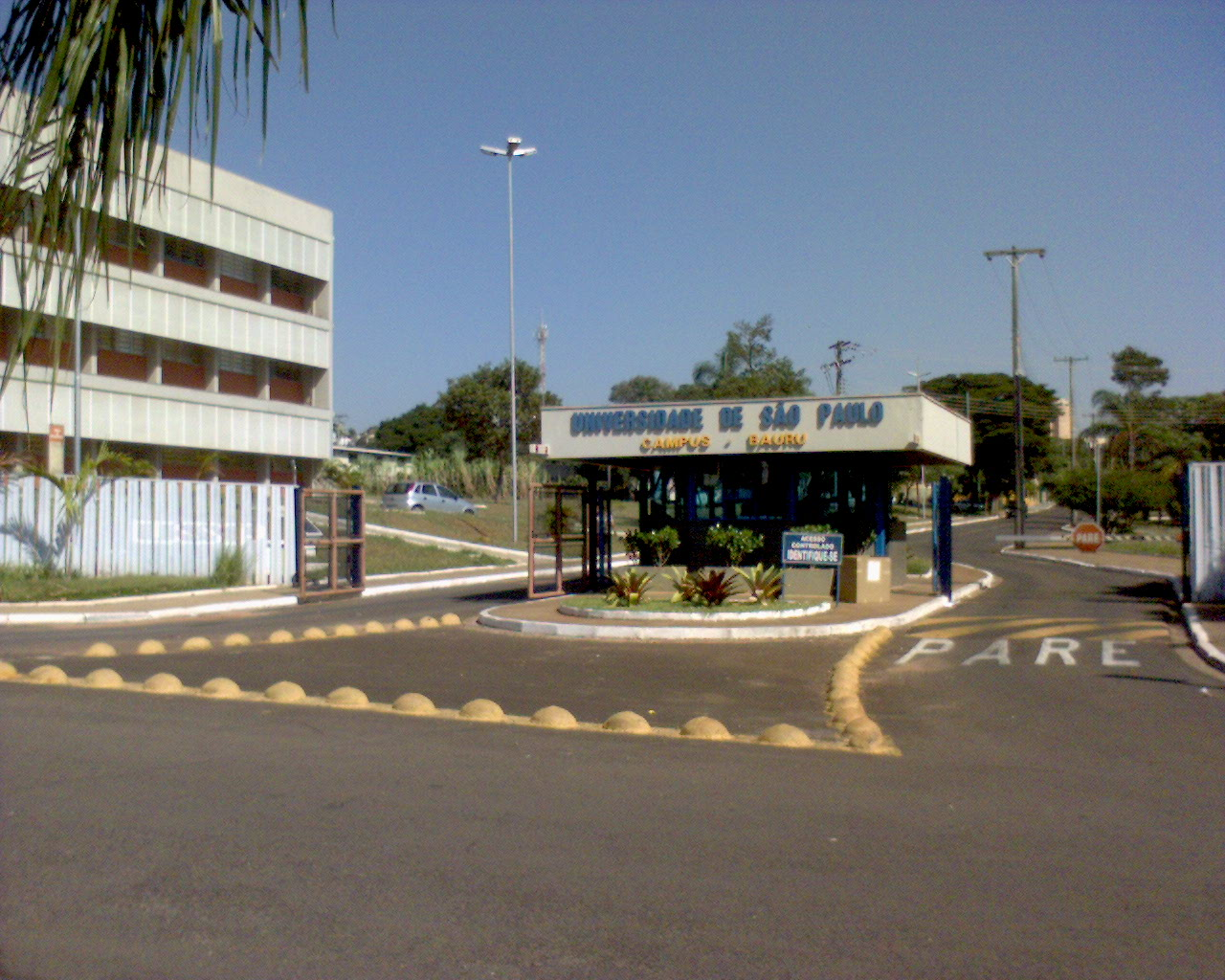
Entrada do campus.

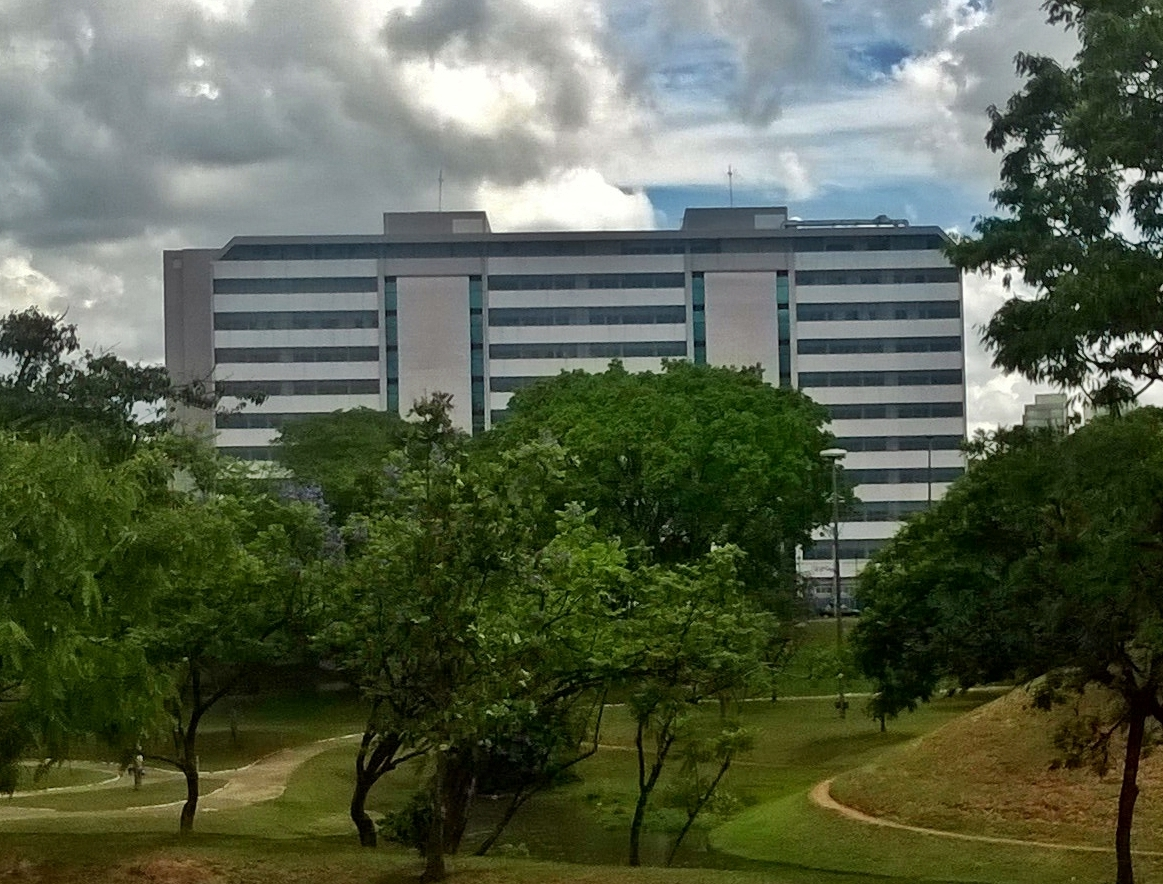
Hospital das Clínicas de Bauru.

O campus da Universidade de São Paulo em Bauru foi implantado em 24 de setembro de 1948 com a criação da Faculdade de Odontologia de Bauru. A estrutura física do campus de Bauru inclui alojamento estudantil, berçário e maternal, centro cultural, centro de convivência, complexo desportivo e restaurante, localizados em uma área de 156 850 m², integrado por uma comunidade de 1 500 pessoas, entre alunos, professores e funcionários. Em 21 de março de 2024, foi criada no campus a Faculdade de Medicina de Bauru. Atualmente, são oferecidos no campus os cursos de Medicina, Odontologia e Fonoaudiologia.

## História
A história da implantação do campus de Bauru começa com a criação da Faculdade de Farmácia e Odontologia de Bauru (FFOB) pela lei nº 161, de 24 de setembro de 1948. No entanto, por questões financeiras, somente em 1962 foi possível o início de seu funcionamento provisório no prédio do grupo escolar "Silvério São João". Sua denominação foi mantida até março de 1965, quando o decreto nº 44.622 alterou-a para Faculdade de Odontologia de Bauru (FOB). Em 1967, foi fundado o Centro de Pesquisa e Reabilitação de Lesões Lábio-Palatais da USP, que por meio de portaria do reitor  Miguel Reale, em março de 1973 foi transformado em Centro Interdepartamental da FOB e em março de 1976, pelo decreto do então governador Paulo Egydio Martins transformou-se no Hospital de Anomalias Craniofaciais.

## Faculdade de Odontologia de Bauru - FOB
A Faculdade de Odontologia de Bauru (FOB), integra o campus juntamente com o Centrinho/HRAC e a Prefeitura do Campus Administrativo de Bauru. Ela oferece os cursos de odontologia e fonoaudiologia e é constituída por 6 departamentos de ensino, a FOB conta com 118 docentes, a maioria em tempo integral, e 233 servidores administrativos, operacionais e técnicos.

## Faculdade de Medicina de Bauru - FMBRU
A Faculdade de Medicina de Bauru (FMBRU/USP) foi aprovada pelo Conselho Universitário da USP (Co) em 19 de março de 2024 e criada oficialmente no dia 21 de março de 2024, pela Resolução Nº 8589/24, expedida pelo Magnífico Reitor Carlos Gilberto Carlotti Junior.
Anteriormente, em 4 de julho de 2017, o Conselho Universitário (Co) da USP já havia aprovado a criação do curso de medicina, inicialmente vinculado à Faculdade de Odontologia de Bauru (FOB) da USP, e agora definitivamente vinculado à recém criada Faculdade de Medicina de Bauru (FMBRU). O curso oferece 60 vagas por ano com acesso distribuído via vestibular Fuvest, ENEM e Provão Paulista.

### Hospital de Anomalias Craniofaciais
O Hospital de Reabilitação de Anomalias Craniofaciais da Universidade de São Paulo, conhecido por "Centrinho", oferece tratamentos especializados em anomalias craniofaciais e deficiências auditivas. O hospital é dividido em setores interdisciplinares e unidades de serviço que ocupam, ao todo, uma área construída de 19,7 mil metros quadrados em instalações que compreendem uma área verde de 36,3 mil metros quadrados. A instituição também é um hospital universitário.